# Zwölfaxing
Zwölfaxing là một đô thị thuộc huyện Wien-Umgebung trong bang Niederösterreich, Áo.